# Nicolae Grigorescu (stație de metrou)
Nicolae Grigorescu (fostă Leontin Sălăjan) este o stație de metrou din București. Ea deservește cartierul Titan și realizează comunicarea între magistrala M1 și racordul 2 al magistralei M3. 
Stația Nicolae Grigorescu 1 fost deschisă în 1981, fiind numită inițial Leontin Sălăjan.
Pe 20 noiembrie 2008 a fost deschisă stația de metrou Nicolae Grigorescu 2 care deservește racordul 2 al magistralei M3, spre Anghel Saligny.

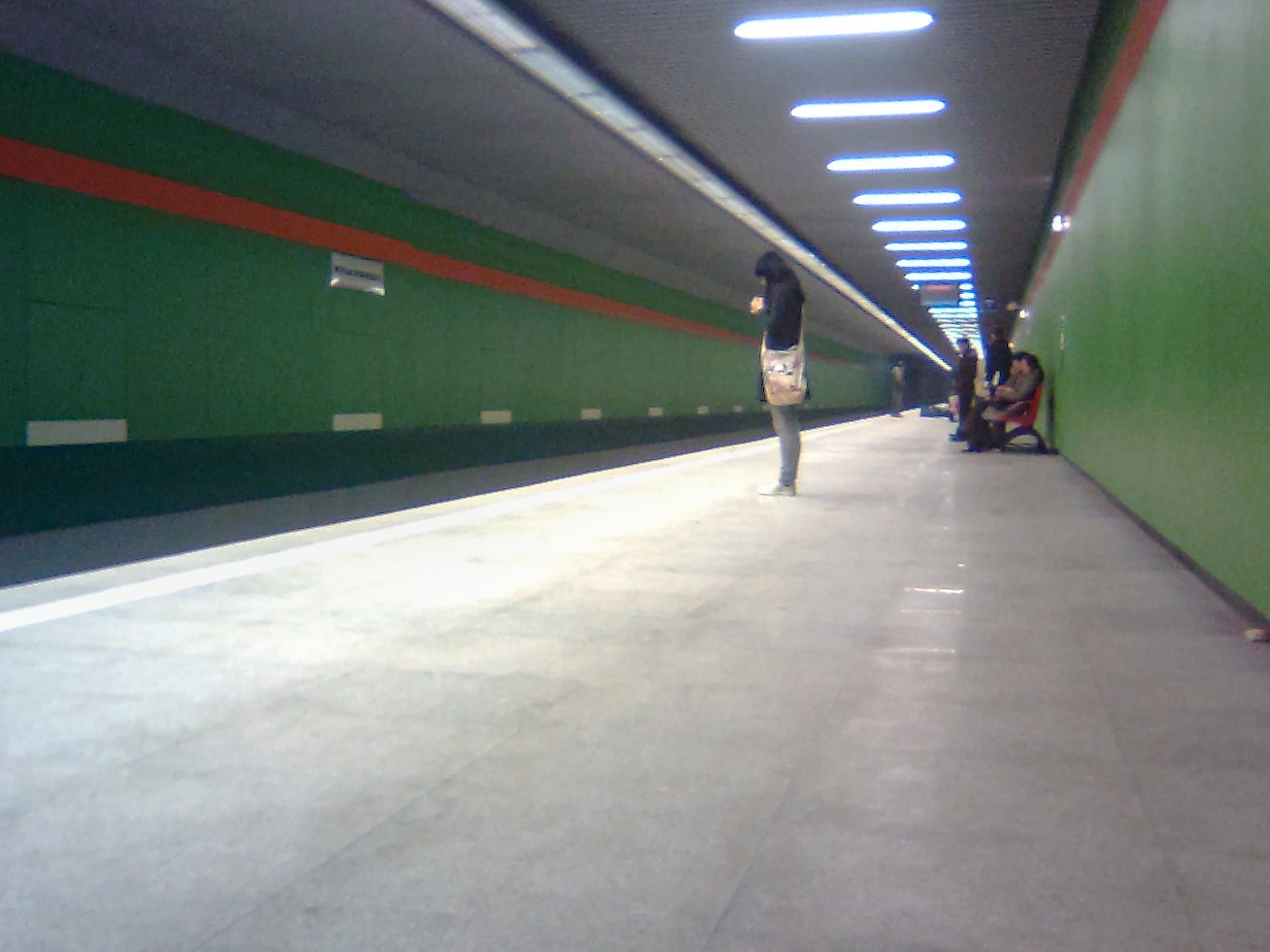
M3